# Rio Fieru (Cojoci)
O Rio Fieru é um rio da Romênia, afluente do Bistriţa, localizado no distrito de Suceava.